# Muschwitz (Adelsgeschlecht)

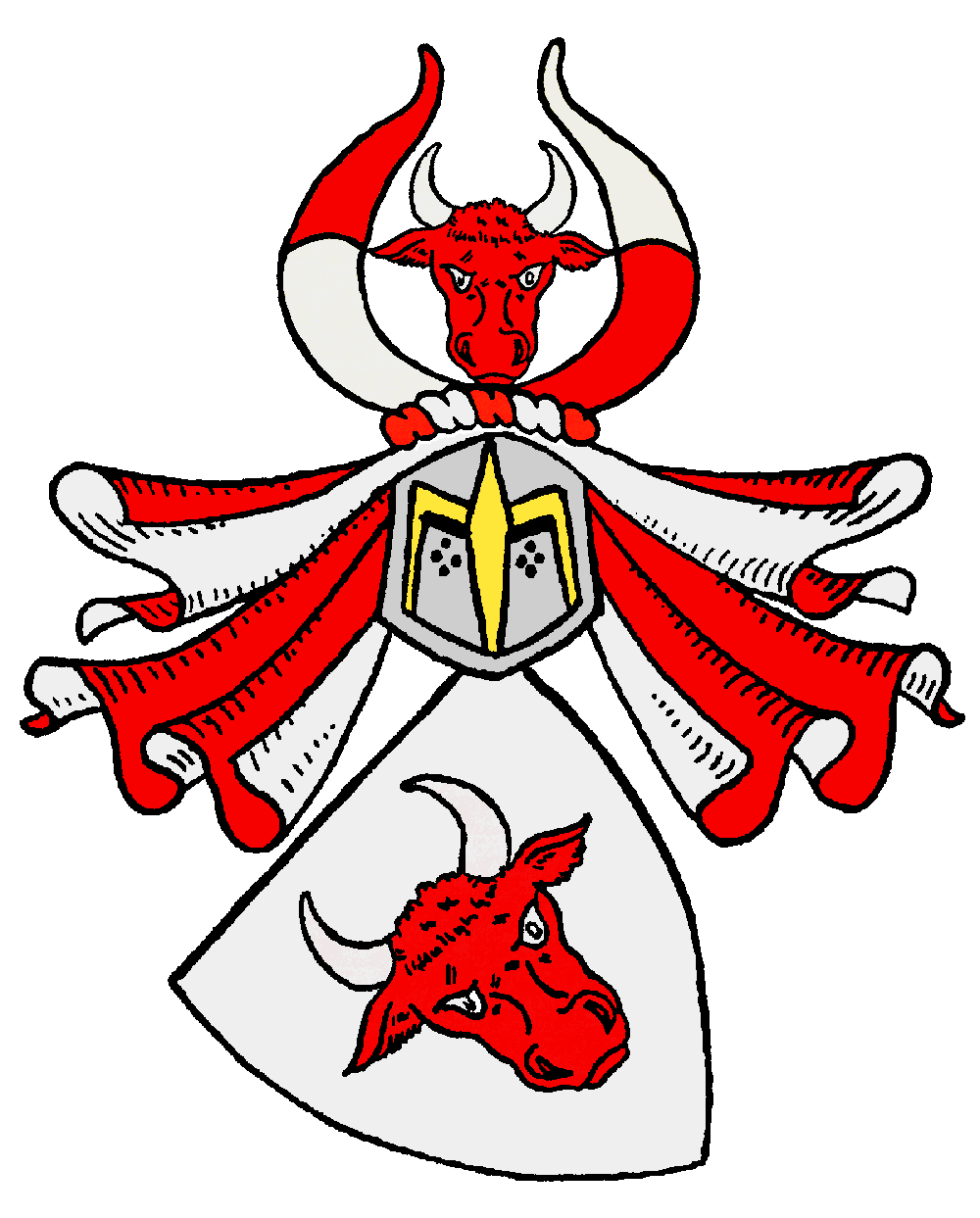
Wappen derer von Muschwitz

Muschwitz ist der Name eines meißnisch-sächsischen, später brandenburgisch-preußischen Adelsgeschlechts. Zweige der Familie bestehen gegenwärtig fort.

## Geschichte

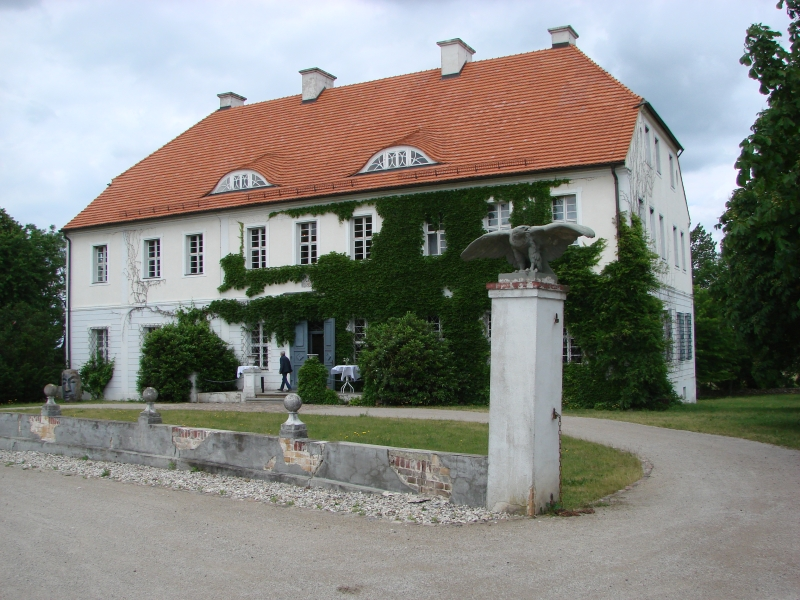
Herrenhaus Geisendorf (2012)

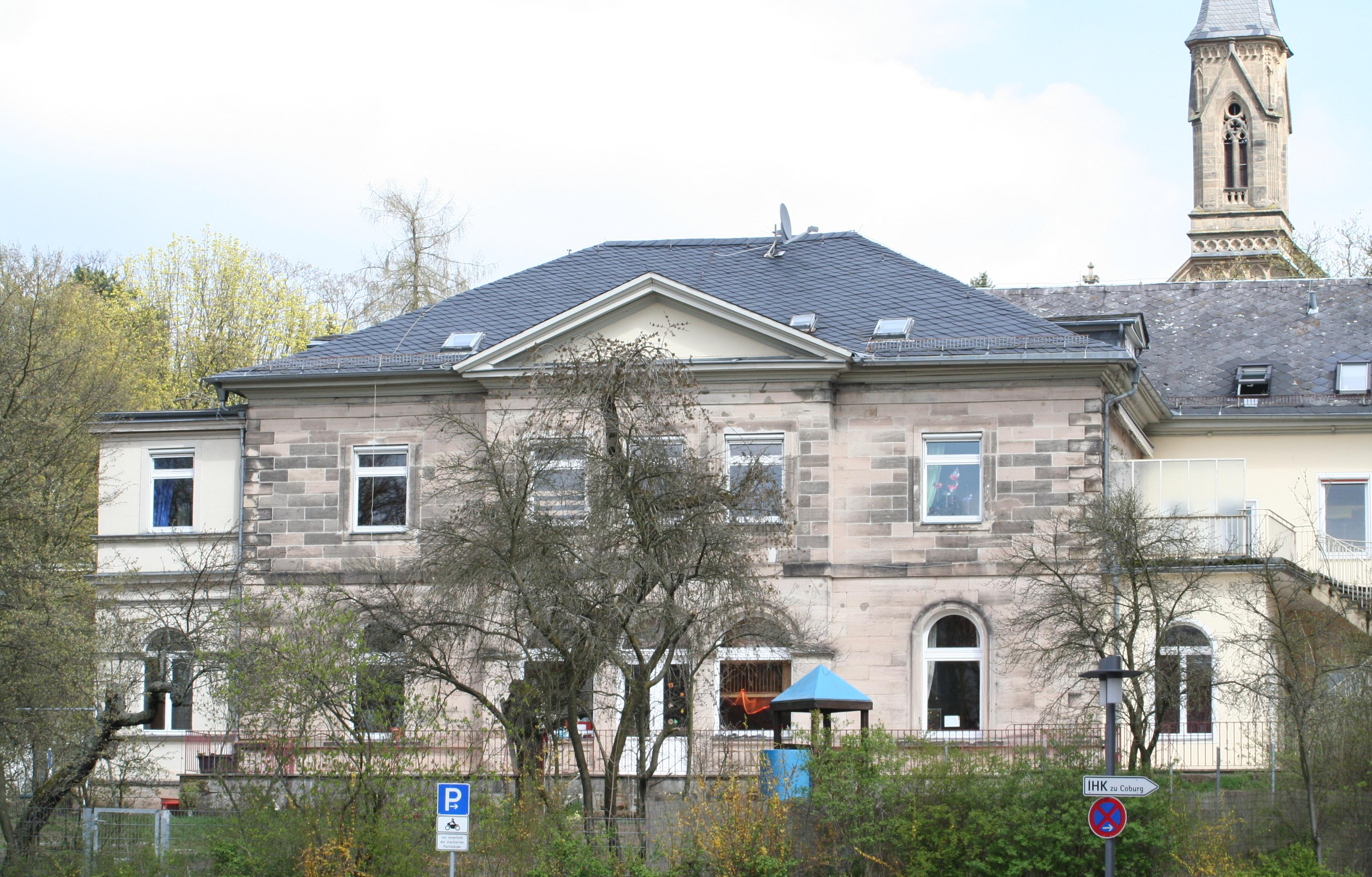
Kyrill-Palais in Coburg (2008)

Das Geschlecht Muschwitz ist dem Lausitzer Uradel angehörig und wurde mit Mattheus de Muscewitz, Kastellan in St. Afra in Meißen, im Jahre 1205, bzw. mit Rudegerus de Muscewitz am  26. September 1222 erstmals urkundlich genannt. Die Familie gliedert sich in zwei Stämme, deren näherer Filiationzusammenhang nicht feststeht.
Vom Anfang des 15. Jahrhunderts an bis zum Jahr 1738 besaßen die Herren von Muschwitz als Besitzer des Dorfes Petershain auch den dazugehörigen Rittersitz, eine Wasserburg, die im Jahr 1405 erstmals erwähnt wurde. Leuthen und das Vorwerk Wintdorf waren von 1463 bis 1945 im Besitz der Familie. Ab 1564 ließ Caspar Siegmund von Muschwitz das Schloss Wintdorf erbauen. Im Jahre 1536 wurde Leeskow als Besitz der Familie erstmals erwähnt. Im Jahre 1691 verkaufte Hans Caspar der Jüngere von Muschwitz für 3100 Thaler das Dorf Leeskow an Christoph Heinrich von Lambo. Straußdorf war von 1575 bis 1747, jedoch nicht durchgängig, in Familienbesitz. Elisabeth Tugendreich von Muschwitz erwarb das Mannlehen Klein Düben 1692 für 4600 Taler. Da sie nur zwei Töchter hatte, wurden ihre Brüder Lehnsträger. 1794 war Wolf Heinrich von Muschwitz Gutsherr in Lohsa.
Der Grabstein für A. F. E. von Muschwitz in Steinitz gehört zum Brandenburgischen Baudenkmal Nr. 09125377. Von 1859 bis 1886 war Rittmeister Friedrich Ehrenreich von Muschwitz Eigentümer des Kyrill-Palais in Coburg. 1868 veranlasste er die Erhöhung der Obergeschossfenster und den Bau des Mansarddaches. Das Gutshaus Geisendorf stammt bereits aus dem 17. Jahrhundert. Die Grundsteinlegung war um 1600. Der letzte Erbe des Gutes war Alfred von Muschwitz (1858–1937). 
Der uradelige Stamm A Wintdorf starb mit dem Ritterschaftsrat Theodor von Muschwitz (1825–1917) auf Wintdorf und Leuthen (Krs. Cottbus) 1917, respektive seiner Töchtern Erika von Lucke, geborene von Muschwitz, 1974; und Maria von Lobenstein, geborene von Muschwitz, 1967 aus. Vom uradeligen Stamm B Petershain lebte 2001 noch Ruth Beyer, geboren von Muschwitz, Tochter des Juristen Walther von Muschwitz (1878–1928) und der Charlotte von der Lehe (1892–1945). 

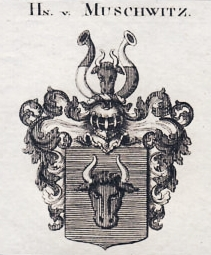

## Wappen
Das Stammwappen zeigt in Silber oder Blau einen vorwärts gekehrten silbern gehörnten roten Stierkopf. Auf dem rot-silbern bewulsteten Helm mit gleichen Decken das rote Stierhaupt zwischen zwei von Rot und Silber übereck geteilten Büffelhörnern.

## Persönlichkeiten
- Rudolf von Muschwitz († 1885), 1849/67 Delegierter der zweiten Kammer des Preußischen Landtags
- Theodor Anton Sigismund von Muschwitz († 1917), Gutsbesitzer, Ritterschaftsrat des Kreises Cotbbus